# Habia cristata
La piranga hormiguera copetona o habia copetona (Habia cristata) es una especie de ave de la familia Cardinalidae, anteriormente clasificado como Thraupidae, endémica de Colombia.

## Hábitat
Vive en el bosque de montaña, entre los 700 y 1.800 m de altitud en la Cordillera Occidental de los Andes colombianos, a menudo entre la vegetación densa, a lo largo de ríos o en barrancos.

## Descripción
Mide 19 cm de longitud. El plumaje es principalmente de color rojo, con una cresta larga y prominente escarlata, y con los flancos y el vientre grisáceos. La cresta de la hembra es más corta.

## Alimentación
Se alimenta de insectos y frutos.